# Saison 18 de Naruto Shippuden
Pour un article plus général, voir Liste des épisodes de Naruto Shippuden.
Chronologie
Saison 17 de Naruto Shippuden Saison 19 de Naruto Shippuden

## Légende des tableaux
|  | Épisodes adaptés (sans couleur d'arrière plan) |

|  | Épisodes filler (hors manga) |

Légende : Les épisodes fillers (épisodes hors série exclusifs à l'animé qui ne sont pas dans les mangas) sont surlignés en couleur.

## Saison 18
Diffusée sur TV Tokyo depuis le 1er octobre 2015, elle contient 27 épisodes.
| No | Titre français                                                                 | Titre japonais                                    | Titre japonais | Date de 1re diffusion |
| No | Titre français                                                                 | Kanji                                             | Rōmaji | Date de 1re diffusion |
| --- | ------------------------------------------------------------------------------ | ------------------------------------------------- | --- | --------------------- |
| 432 | Carnets ninjas de Jiraya - Légendes du héros Naruto : Le raté                  | 自来也忍法帳 ～ナルト豪傑物語n,'～ 落ちこぼれ忍者 | Jiraiya ninpō-chō - Naruto gōketsu monogatari - Ochikobore ninja (Le raté)                                                                                        | 1er octobre 2015      |
| Victime des « Arcanes lunaires infinis » de Madara, Tsunade rêve d'un monde où Jiraya, Minato et Kushina sont encore vivants, mais Naruto, âgé de 13 ans, est encore traité comme un paria par les villageois à cause de Kyûbi scellé en lui. Kakashi emmène ses élèves au cimetière du village et leur montre la tombe des héros de Konoha, ainsi que celle de Sakumo, son père. Plus tard, Naruto défie Sasuke dans un combat, mais le perd. Il le défie ensuite dans une course, mais fait une longue chute et réussit à invoquer Gamabuna avec l'aide du chakra de Kyûbi. Minato confie aux aspirants ninja et leurs instructeurs une mission de la plus haute importance : retrouver des camarades portés disparus. Note : Cet épisode débute l’arc filier des carnets ninja de Jiraya. |                                                                                |                                                   | |                       |
| 433 | Carnets ninjas de Jiraya - Légendes du héros Naruto : Mission de secours       | 自来也忍法帳 ～ナルト豪傑物語～ 出撃・探索任務    | Jiraiya ninpō-chō - Naruto gōketsu monogatari - Shutsugeki tansaku ninmu (Carnets ninjas de Jiraya - Légendes du héros Naruto - Sortie - Mission d’investigation) | 8 octobre 2015        |
| Minato se remémore le témoignage d'un jeune garçon, qui a vu Izumo et Kotetsu disparaître sous ses yeux sans explications, ayant aussi vu des papillons ninjas à ce moment-là, avant de rentrer au village en courant. Les quatre groupes de Genin, accompagnés de leurs instructeurs, commencent leur enquête, mais un homme masqué utilise la technique du «Dôme du Hakke» pour, tout comme les deux chûnin, faire disparaître Kakashi, Asuma, Kurenaï et Gaï, laissant les douze aspirants ninja livrer à eux-mêmes. Alors que l'équipe 8 s'apprête à rejoindre l'équipe 10, l'équipe 7, de son côté, se fait attaquer par Hidan, alors qu'elle allait rejoindre l'unité de Kurenaï. L'ancien ninja de Kusa affronte Naruto et blesse mortellement ce dernier avec sa malédiction. Pendant ce temps, Chôji, Ino et Shikamaru se retrouvent confronter à l'équipe Jiraya du village d'Ame (Konan, Nagato et Yahiko). |                                                                                |                                                   | |                       |
| 434 | Carnets ninjas de Jiraya - Légendes du héros Naruto : L'équipe de Jiraya       | 自来也忍法帳 ～ナルト豪傑物語～ チーム・ジライヤ  | Jiraiya ninpō-chō - Naruto gōketsu monogatari - Chīmu Jiraiya (Carnets ninjas de Jiraya - Légendes du héros Naruto - L’équipe Jiraya)                             | 15 octobre 2015       |
| Naruto réussit à échapper au maléfice d'Hidan grâce à un clone, et le neutraliser avec sa «Naruto Furie». Ce dernier révèle avoir été payé pour enlever leur instructeur et réaliser une expérience de survie. L'équipe 10 est toujours confrontée à celle de Jiraya du village d'Ame, mais le combat prend étonnement fin. Après la fuite d'Hidan, Sasuke exige que les quatre groupes de Genin se rassemblent, afin de décider ensemble de la stratégie à adopter, à la suite de l'enlèvement de leurs sensei. L'équipe de Shikamaru est étrangement conduite près d'un village abandonné et l'équipe 7 est rejointe par celle de Gaï, puis les six Genin discutent de la stratégie adéquate. Pendant ce temps, l'équipe 10 interroge deux jeunes garçons vivants au village, mais Nagato provoque un tremblement de terre avec une de ses techniques, faisant tomber les deux enfants. Ses équipiers et lui partent à leur recherche, et alors que Chôji et Ino allaient les suivre, Shikamaru les arrête, leur disant de ne pas intervenir. |                                                                                |                                                   | |                       |
| 435 | Carnets ninjas de Jiraya - Légendes du héros Naruto : Le sens des priorités    | 自来也忍法帳 ～ナルト豪傑物語～ 優先順位          | Jiraiya ninpō-chō - Naruto gōketsu monogatari - Yūsen jun'i (Carnets ninjas de Jiraya - Légendes du héros Naruto - Priorités)                                     | 22 octobre 2015       |
| Alors qu'elles inspectent un village abandonné, les équipes de Kakashi et Gaï sont attaquées par un mystérieux ennemi. Se sentant responsable de l'effondrement du sol par sa technique et la disparition des deux enfants, Nagato, accompagné de Konan et Yahiko, part à leur recherche. Pendant ce temps, l'équipe 10 croise une femme, qui s'avère être la mère des deux petits garçons, en train de prier devant le temple de Mashima, une créature terrifiante. Les six Genin découvrent leurs instructeurs respectifs à l'intérieur d'une tornade, créée par l'homme masqué, puis Naruto et Neji se jettent dedans. Le trio de l'Akatsuki retrouve les deux enfants et affronte le monstre, avant de recevoir le renfort de l'équipe de Shikamaru. Naruto et Neji se réveillent dans la dimension spatio-temporelle de l'homme masqué, que le jeune Hyûga croit connaitre. |                                                                                |                                                   | |                       |
| 436 | Carnets ninjas de Jiraya - Légendes du héros Naruto : L'homme masqué           | 自来也忍法帳 ～ナルト豪傑物語～ 仮面の男          | Jiraiya ninpō-chō - Naruto gōketsu monogatari - Kamen no otoko (Carnets ninjas de Jiraya - Légendes du héros Naruto - L’homme masqué)                             | 5 novembre 2015       |
| Neji s'aperçoit que l'homme masqué possède, comme lui, le Byakugan, et fait aussi partie du clan Hyûga. Le trio de l'Akatsuki et l'équipe de Shikamaru unissent leurs forces pour battre les deux monstres et sauver les enfants. Le premier groupe propose au second de le rejoindre, mais l'équipe 10 soupçonne le trio opposé de l'enlèvement des instructeurs. Les deux équipes sont prêtes à en découdre, mais l'arrivée de l'équipe de Kurenaï change la donne. Pendant ce temps, les équipes de Kakashi et Gaï se séparent chacune de leur côté. Dans la dimension spatio-temporelle, Naruto et Neji suivent l'homme masqué, et ce dernier leur montre le choix d'Hizashi. De son côté, Jiraya découvre le repaire d'Orochimaru. |                                                                                |                                                   | |                       |
| 437 | Carnets ninjas de Jiraya - Légendes du héros Naruto : Le pouvoir scellé        | 自来也忍法帳 ～ナルト豪傑物語～ 封印されし力      | Jiraiya ninpō-chō - Naruto gōketsu monogatari - Fūin sareshi chikara (Carnets ninjas de Jiraya - Légendes du héros Naruto - La puissance scellée)                 | 12 novembre 2015      |
| L'homme masqué neutralise Naruto en bloquant les cavités de son chakra et incite Neji à le suivre. Pendant ce temps, Jiraya s'introduit dans un des repaires d'Orochimaru et commence son enquête. Pendant que Sasuke et Sakura décident d'attendre l'arrivée des équipes 8 et 10 dans une clairière, Lee et Tenten poursuivent les recherches, mais sont attaqués par de mystérieux ennemis. Le duo de l'équipe 7 se retrouve confronter à Sasori, et pendant le combat, le jeune Uchiwa est empoisonné par la queue d'Hiruko du marionnettiste. |                                                                                |                                                   | |                       |
| 438 | Carnets ninjas de Jiraya - Légendes du héros Naruto : Compagnons ou mission ?  | 自来也忍法帳 ～ナルト豪傑物語～ 掟か、仲間か      | Jiraiya ninpō-chō - Naruto gōketsu monogatari - Okite ka, nakama ka (Carnets ninjas de Jiraya - Légendes du héros Naruto - Le règlement ou les camarades)         | 19 novembre 2015      |
| Sasuke étant empoisonné par la queue d'Hiruko de Sasori, Sakura affronte seule le marionnettiste. Elle réussit à le mettre en fuite et extraire le poison du corps de son camarade, sous les yeux de Neji et l'homme masqué qui les observent. De l'autre côté de la dimension, Jiraya a rejoint son élève, libère les cavités de chakra de ce dernier et lui propose d'entrouvrir le sceau du Hakke pour libérer le chakra de Kyûbi. Pendant ce temps, Lee et Tenten sont rejoints par les équipes 10 et 8, et leur expliquent que Naruto et Neji sont dans la dimension spatio-temporelle de l'homme masqué. Sasuke et Sakura sont de nouveau confrontés par Sasori, qui fait appel à la technique des 100 pantins, mais les huit Genin viennent leur prêter main-forte. Pendant que le trio d'Ame se demande si les dix aspirants ninja vont choisir entre la mission ou leurs compagnons, Jiraya entrouvre le sceau de Naruto, qui résiste comme il peut à l'influence de Kyûbi, mais libère 4 queues, se transformant en mini démon-renard. |                                                                                |                                                   | |                       |
| 439 | Carnets ninjas de Jiraya - Légendes du héros Naruto : L’Enfant de la prophétie | 自来也忍法帳 ～ナルト豪傑物語～ 予言の子          | Jiraiya ninpō-chō - Naruto gōketsu monogatari - Yogen no ko (Carnets ninjas de Jiraya - Légendes du héros Naruto - L’enfant de la prophétie)                      | 26 novembre 2015      |
| Dans la dimension spatio-temporelle, Jiraya essaie tant bien de mal de neutraliser Naruto, transformé en mini démon-renard après avoir libéré 4 queues du chakra de Kyûbi, mais ce dernier le blesse gravement. Finalement, grâce à sa volonté, le jeune ninja parvient à se libérer du pouvoir de son démon à queue. Son mentor utilise l'invocation inversée pour lui permettre de retrouver ses compagnons et leur venir en aide. Avec sa nouvelle technique, l'«Orbe tourbillonnant», il se débarrasse facilement des marionnettes de Sasori, le mettant en fuite, et gagne le respect, ainsi que la reconnaissance de ses amis. |                                                                                |                                                   | |                       |
| 440 | Carnets ninjas de Jiraya - Légendes du héros Naruto : L’Oiseau en cage         | 自来也忍法帳 ～ナルト豪傑物語～ 籠の鳥            | Jiraiya ninpō-chō - Naruto gōketsu monogatari - Kago no tori (Carnets ninjas de Jiraya - Légendes du héros Naruto - L’oiseau en cage)                             | 3 décembre 2015       |
| Après avoir neutralisé les marionnettes de Sasori, Naruto et ses camarades partent à la rescousse de leurs instructeurs, guidés par le trio de l'Akatsuki. Hizashi fait son apparition en ôtant son masque et raconte tout aux ninjas de Konoha. Il s'entretient ensuite seul à seul avec son fils Neji, et soulagé du poids qui pèse sur ses épaules, retourne dans l'au-delà. Alors qu'ils rentrent à Konoha, ils assistent, médusés, à l'explosion d'un village, où Yahiko y trouve la mort en voulant rapporter l'ours en peluche aux enfants, tout comme les habitants. Enragé par la mort de son compagnon, Nagato explose de colère... |                                                                                |                                                   | |                       |
| 441 | Carnets ninjas de Jiraya - Légendes du héros Naruto : Le Retour                | 自来也忍法帳 ～ナルト豪傑物語～ 帰還              | Jiraiya ninpō-chō - Naruto gōketsu monogatari - Kikan (Carnets ninjas de Jiraya - Légendes du héros Naruto - Retour)                                              | 10 décembre 2015      |
| De retour au village, les aspirants ninja sont soulagés d'apprendre que Minato, sur demande de leurs instructeurs, a décidé de ne pas les sanctionner pour avoir enfreint les règles pendant la mission. Jiraya, hospitalisé au village à la suite des blessures infligées par Naruto transformé en Kyûbi, raconte à Tsunade, Minato et Hiruzen ses découvertes au repaire d'Orochimaru. Sasuke se fait sermonner par son père, qui lui reproche d'avoir laissé son rival agir à l'encontre des ordres. Naruto et ses camarades mangent des grillades et discutent au sujet de la mission. Plus tard, le jeune Uchiwa demande à Kakashi de lui apprendre une nouvelle technique, qui accepte de lui enseigner les «Milles oiseaux». Après des jours d'efforts, Sasuke parvient à s'approprier sa nouvelle technique. |                                                                                |                                                   | |                       |
| 442 | Carnets ninjas de Jiraya - Légendes du héros Naruto : Voies séparées           | 自来也忍法帳 ～ナルト豪傑物語～ 互いの道          | Jiraiya ninpō-chō - Naruto gōketsu monogatari - Tagai no michi (Carnets ninjas de Jiraya - Légendes du héros Naruto - Les routes mutuelles)                       | 17 décembre 2015      |
| Malgré ses efforts pour gagner le respect de son père, Sasuke a l'impression de ne pas valoir son frère Itachi, pour qui Fugaku éprouve une profonde admiration. Rejoint par Sakura et Naruto, il provoque une bagarre avec son équipier, et découvre la puissance de son rival, jusqu'à ce que Minato intervienne pour les séparer. Se sentant inférieur à Naruto, il lui promet de le surpasser. Après s'être fait sermonner par son père, il lui demande de lui confier la mission de protection du daimyô proposé par le 4e Hokage. Minato informe Naruto et Sakura du départ de Sasuke pour la mission, et de son côté, l'élève de Jiraya décide de partir en voyage avec son maître pour devenir plus fort. Pendant ce temps, Sakura prend la décision de s'améliorer auprès de Tsunade. Trois ans plus tard, après s'être entraîné aux côtés de Shisui, Sasuke revient à Konoha, complètement transformé, et attend fermement Naruto pour l'affronter. |                                                                                |                                                   | |                       |
| 443 | Carnets ninjas de Jiraya - Légendes du héros Naruto : Abîme                    | 自来也忍法帳 ～ナルト豪傑物語～ 力の差            | Jiraiya ninpō-chō - Naruto gōketsu monogatari - Chikara no sa (Carnets ninjas de Jiraya - Légendes du héros Naruto - La différence de puissance)                  | 24 décembre 2015      |
| Trois années se sont écoulées... Les amis de Naruto ont évolué physiquement et spirituellement, puis ont été promus chunin (sauf Neji qui a été promu jõnin et Sasuke n'a pas passé l'examen). Le jeune ninja fait son retour et à peine arrivé, il découvre que Sasuke est devenu sous-commandant du département de police de Konoha, et empêche ses hommes et ce dernier de s'en prendre à une femme âgée. Les deux rivaux se battent, mais Danzô intervient pour les calmer. Les collègues du jeune Uchiwa s'introduisent par effraction chez Naruto et ses parents, mais sont arrêtés par Fugaku et ses hommes, qui renvoie son fils cadet, incapable de gérer sa troupe. Déçu par ses progrès, Sasuke déserte le village, encouragé par Danzô à rejoindre Orochimaru. |                                                                                |                                                   | |                       |
| 444 | Carnets ninjas de Jiraya - Légendes du héros Naruto : Désertion                | 自来也忍法帳 ～ナルト豪傑物語～ 里抜け            | Jiraiya ninpō-chō - Naruto gōketsu monogatari - Sato nuke (Carnets ninjas de Jiraya - Légendes du héros Naruto - Déserteur)                                       | 14 janvier 2016       |
| Après avoir assommé Izumo et Kôtetsu, Sasuke hypnotise Kakashi avec son genjutsu et déserte Konoha. Le ninja copieur apprend à Minato, Hiruzen et Tsunade la désertion de son élève, conversation entendue par Sakura. Shikamaru rassemble ses camarades dans leur ancienne salle de classe, et les informe du départ de Sasuke. Naruto et lui partent à sa poursuite, mais des ninjas de la Racine sont à leurs trousses pour les empêcher de rattraper le jeune Uchiwa. Les deux jeunes ninjas reçoivent le renfort de l'équipe Gaï pour leur permettre de continuer la traque. |                                                                                |                                                   | |                       |
| 445 | Carnets ninjas de Jiraya - Légendes du héros Naruto : Poursuite                | 自来也忍法帳 ～ナルト豪傑物語～ 追手              | Jiraiya ninpō-chō - Naruto gōketsu monogatari - Otte (Carnets ninjas de Jiraya - Légendes du héros Naruto - Poursuivants)                                         | 21 janvier 2016       |
| Malgré le renfort de l'équipe Gaï, Naruto et Shikamaru sont toujours bloqués par les ninjas de la Racine. Pendant ce temps, Sasuke continue sa route vers la grande tour, où Orochimaru l'attend. |                                                                                |                                                   | |                       |
| 446 | Carnets ninjas de Jiraya - Légendes du héros Naruto : Le choc                  | 自来也忍法帳 ～ナルト豪傑物語～ 衝突              | Jiraiya ninpō-chō - Naruto gōketsu monogatari - Shōtotsu (Carnets ninjas de Jiraya - Légendes du héros Naruto - Collision)                                        | 28 janvier 2016       |
| Pendant que Neji et Shikamaru se chargent de retenir les ninjas de la Racine, Naruto part à la poursuite de son rival, stoppé par Yamato. De son côté, Sasuke rejoint enfin Orochimaru qui, pour lui permettre d'être plus puissant, lui fait don d'un sceau maudit. Les deux garçons se retrouvent, puis se lancent dans un combat épique, gagné par le jeune Uchiwa, laissant Naruto inconscient. |                                                                                |                                                   | |                       |
| 447 | Carnets ninjas de Jiraya - Légendes du héros Naruto : Seconde lune             | 自来也忍法帳 ～ナルト豪傑物語～ もう一つの月      | Jiraiya ninpō-chō - Naruto gōketsu monogatari - Mōhitotsu no tsuki (Carnets ninjas de Jiraya - Légendes du héros Naruto - Nouvelle lune)                          | 4 février 2016        |
| Naruto est rejoint par Shikamaru, Lee, Tenten et Neji, et les quatre ninjas rentrent à Konoha. Mais une fois arrivés, ils découvrent que le village est emprisonné dans un astre lunaire. En effet, Pain, le chef de l'Akatsuki, a enfermé le village dans cet astre et cherche à le détruire à l'aide des parois. Après avoir été requinqué par Sakura, rentrée de mission, Naruto affronte les six Pain et les neutralise un par un, laissant Tendô seul. Son ennemi le neutralise avec un bâtonnet noir, poignarde Hinata sous ses yeux, venue le secourir, et le jeune ninja libère six queues du chakra de Kyûbi. |                                                                                |                                                   | |                       |
| 448 | Carnets ninjas de Jiraya - Légendes du héros Naruto : Camarade                 | 自来也忍法帳 ～ナルト豪傑物語～ 仲間              | Jiraiya ninpō-chō - Naruto gōketsu monogatari - Nakama (Carnets ninjas de Jiraya - Légendes du héros Naruto - Camarade)                                           | 11 février 2016       |
| Tourmenté à l’intérieur de lui-même par ce qu’il traverse actuellement, Naruto est vite secouru par sa mère qui parvient à entrer en connexion avec lui par le biais de Kyûbi. Il est impressionné par la force de volonté dont elle fait preuve. Cette dernière le rassure ensuite en lui montrant que Hinata a été secourue à temps. Elle l’aide de plus à prendre contrôle du chakra de Kyûbi et à pouvoir en bénéficier. Naruto, parvenu à sortir de l’astre dans lequel il fut emprisonné, met vite Tendô hors d’état de nuire. Il apprend l’existence d’un septième Pain, qui est en réalité celui qui contrôle les six autres et sans plus tarder, il utilise le bâtonnet noir de Tendô afin de localiser le repaire du véritable Pain et partir à sa poursuite. Arrivé chez lui, Naruto et Nagato le véritable Pain, échangent leurs différends. Il parvient à raisonner ce dernier. Il lui fait promettre de ramener Sasuke à Konoha et d’apporter la paix. Nagato le prend au mot et décide de le croire, il libère ensuite Konoha de l’astre et soigne aussi ceux qu’il avait pris d’assaut. |                                                                                |                                                   | |                       |
| 449 | Carnets ninjas de Jiraya - Légendes du héros Naruto : Épopée Ninja             | 自来也忍法帳 ～ナルト豪傑物語～ 忍達の共演        | Jiraiya ninpō-chō - Naruto gōketsu monogatari - Shinobi tatchi no kyōen (Carnets ninjas de Jiraya - Légendes du héros Naruto - L’action conjointe des ninjas)     | 18 février 2016       |
| Minato, l’Hokage, s’absente pour une investigation importante et confie temporairement la charge à Tsunade, initialement successeur à son poste. Cette dernière confie sans plus tarder, une mission de rang S à l’équipe de Gaï, Kakashi, Asuma et de Kurenai. Cette mission consistait à stopper l’Akatsuki dont les membres ont été localisés. Les chūnin se mirent tous en route après avoir eu accès à une zone d’informations. Rendus sur les lieux du champ de bataille, Naruto et ses compagnons se heurtent aux membres de l’Akatsuki. Naruto tombe de nouveau sur Sasori, qui est en réalité celui qui tire les ficelles dans l’ombre depuis le début, et découvre qu’il a transformé le reste des « kage » en marionnettes. Sasuke intervient peu après pour se dresser contre Akatsuki, son innocence est prouvée car il a été manipulé par Sasori. En difficulté, Naruto est ensuite secouru par Nagato, Konan et Jiraya qui ont reformé l’ « Équipe Jiraya ». Nagato se rend compte que Naruto a tenu sa promesse et est fier de lui. Sasuke décide de faire cavalier seul et se retrouve vite en position de faiblesse contre Sasori et ses marionnettes, il est sauvé par Itachi et à eux deux, ils mettent vite en déroute les marionnettes. À son tour, Naruto aidé de Nagato, Konan et Jiraya défont le reste des pantins. Pour porter le coup de grâce, Sasuke, Naruto et Sakura unissent leurs forces et détruisent définitivement Sasori. |                                                                                |                                                   | |                       |
| 450 | Carnets ninjas de Jiraya - Légendes du héros Naruto : Digne Rival              | 自来也忍法帳 ～ナルト豪傑物語～ 好敵手            | Jiraiya ninpō-chō - Naruto gōketsu monogatari - Raibaru (Carnets ninjas de Jiraya - Légendes du héros Naruto - Rival)                                             | 25 février 2016       |
| [Chapitre 678 + filler] — Juste après avoir éliminé la menace de l’Akatsuki, Sasuke se retourne contre Naruto. Il décide de tout façonner à sa manière en voulant tuer les Kage afin de prendre le contrôle du monde ninja et rompre tout ce qui le lie à Naruto. Dans un combat ultime, Naruto et lui s’affrontent dans un endroit inhabité loin de tout le monde. De son côté, Fugaku discute avec Minato sur Sasuke et s’excuse auprès du Hokage d’avoir toujours agi comme un père sévère avec son fils. Au cours du combat, Naruto réussit à riposter contre son rival en retirant complètement le sceau qui enfermait Kyûbi et entre en mode « Lien avec Kurama ». Le combat de Naruto et Sasuke s’achève sur un match nul, mais Naruto réussit à faire entendre raison à Sasuke. Naruto a enfin tenu sa promesse à Sakura et Sasuke est accueilli à Konoha. Note : Cet épisode clôt l’arc filler des carnets ninjas de Jiraya et débute l’arc novel de l’histoire d'Itachi « Ombre et la Lumière ». |                                                                                |                                                   | |                       |
| 451 | Histoire d'Itachi - L'Ombre et la Lumière : Vie ou Mort                        | イタチ真伝篇 ～光と闇～ 生まれる命、死ぬ命        | Itachi shinden-hen - Hikari to yami - Umareru inochi, shinu inochi (Histoire d’Itachi - L’ombre et la lumière - Naissance et Mort)                                | 3 mars 2016           |
| [Chapitre 678] — L'équipe 7 est toujours à l'intérieur du « Susanô » de Sasuke, et attend le lever du jour pour ne pas être affecté par la technique de Madara se reflétant sur la lune. Zetsu Noir, toujours en possession du corps d’Obito, comprend que le Rinnegan est aussi ce qui a permis à Sasuke de se protéger des « Arcanes Lunaires Infinis ». Sasuke se remémore les souvenirs que lui ont laissées Itachi avant de disparaître, et qui concernent son passé et le trajet qu’a parcouru ce dernier tout au long de sa vie. |                                                                                |                                                   | |                       |
| 452 | Histoire d'Itachi - L'Ombre et la Lumière : Prodige                            | イタチ真伝篇 ～光と闇～ 異才                      | Itachi shinden-hen - Hikari to yami - Isai (Histoire d’Itachi - L’ombre et la lumière - Le prodige)                                                               | 10 mars 2016          |
| 453 | Histoire d'Itachi - L'Ombre et la Lumière : Vie et Souffrances                 | イタチ真伝篇 ～光と闇～ 命の痛み                  | Itachi shinden-hen - Hikari to yami - Inochi no itami (Histoire d’Itachi - L’ombre et la lumière - Les peines de la vie)                                          | 17 mars 2016          |
| 454 | Histoire d'Itachi - L'Ombre et la Lumière : La Requête de Shisui               | イタチ真伝篇 ～光と闇～ シスイの依頼              | Itachi shinden-hen - Hikari to yami - Shisui no irai (Histoire d’Itachi - L’ombre et la lumière - La requête de Shisui)                                           | 24 mars 2016          |
| 455 | Histoire d'Itachi - L'Ombre et la Lumière : Nuit de Pleine Lune                | イタチ真伝篇 ～光と闇～ 月夜                      | Itachi shinden-hen - Hikari to yami - Tsukiyo (Histoire d’Itachi - L’ombre et la lumière - Nuit de lune)                                                          | 7 avril 2016          |
| 456 | Histoire d'Itachi - L'Ombre et la Lumière : Dans les Ténèbres de l'Akatsuki    | イタチ真伝篇 ～光と闇～ 暁の闇                    | Itachi shinden-hen - Hikari to yami - Akatsuki no yami (Histoire d’Itachi - L’ombre et la lumière - Les ténèbres d’Akatsuki)                                      | 14 avril 2016         |
| 457 | Histoire d'Itachi - L'Ombre et la Lumière : Compère                            | イタチ真伝篇 ～光と闇～ 相棒                      | Itachi shinden-hen - Hikari to yami - Aibō (Histoire d’Itachi - L’ombre et la lumière - Partenaire)                                                               | 21 avril 2016         |
| 458 | Histoire d’Itachi - L’Ombre et la Lumière : Vérité                             | イタチ真伝篇 ～光と闇～ 真                        | Itachi shinden-hen - Hikari to yami - Makoto (Histoire d’Itachi - L’ombre et la lumière - Véritable)                                                              | 28 avril 2016         |
| [Chapitres 678-679 + fin de l'histoire d'Itachi] — Fin de la rétrospective sur la vie d’Itachi. La Lune n’étant plus visible, Sasuke libère l'équipe 7 de Susanô. Alors qu'ils s’apprêtent à affronter Madara, Zetsu Noir transperce ce dernier… Note : Cet épisode clôt l’arc novel de l’histoire d'Itachi « Ombre et la Lumière », et débute l'arc majeur du combat contre Kaguya. |                                                                                |                                                   | |                       |